# Minteronemia filiformia
Minteronemia filiformia är en insektsart som beskrevs av Oliver Zompro 2004. Minteronemia filiformia ingår i släktet Minteronemia och familjen Heteronemiidae. Inga underarter finns listade i Catalogue of Life.